# Ghumattus primus
Ghumattus primus is een spinnensoort uit de familie springspinnen (Salticidae). De soort komt voor in India en is de typesoort van het geslacht Ghumattus.